# Prochlidonia
Prochlidonia är ett släkte av fjärilar. Prochlidonia ingår i familjen vecklare.
Kladogram enligt Catalogue of Life:
| Prochlidonia | \| \| Prochlidonia amiantana \| \| \| \| \| \| Prochlidonia ochromixtana \| \| \| \| |
|              | \| \| Prochlidonia amiantana \| \| \| \| \| \| Prochlidonia ochromixtana \| \| \| \| |
|              | Prochlidonia amiantana                                                               |
|              |                                                                                      |
|              | Prochlidonia ochromixtana                                                            |
|              |                                                                                      |